# Pelecopsis elongata
Pelecopsis elongata là một loài nhện trong họ Linyphiidae. Chúng được Wider miêu tả khoa học năm 1834.